# Catochrysops naerina
Catochrysops naerina är en fjärilsart som beskrevs av Riley 1945. Catochrysops naerina ingår i släktet Catochrysops och familjen juvelvingar. Inga underarter finns listade i Catalogue of Life.